# Dlask tlustozobý
Dlask tlustozobý (Coccothraustes coccothraustes) je středně velký pták z čeledi pěnkavovitých.

## Taxonomie

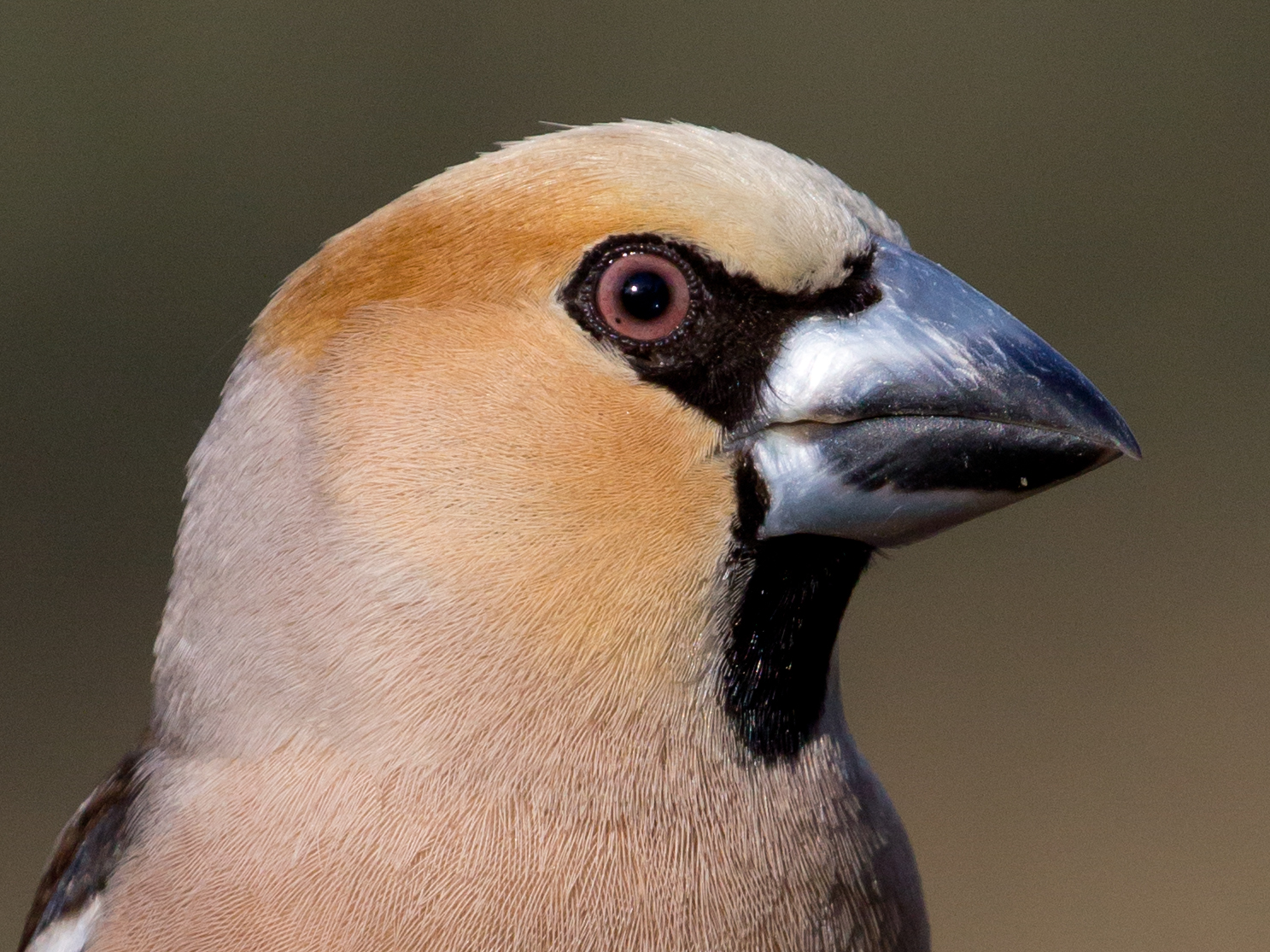
Hlava dlaska zblízka

Rozlišuje se 6 poddruhů. Evropu a severní Asii obývá dlask tlustozobý evropský (Coccothraustes coccothraustes coccothraustes), Krym, Kubáň, Kavkaz a Malou a Přední Asii dlask tlustozobý kavkazský (C. c. nigricans). Další 3 poddruhy žijí ve střední a východní Asii a 1 v severozápadní Africe.

## Popis
Dlask tlustozobý je dlouhý 16,5–18 cm, v rozpětí křídel měří 29–33 cm a váží cca 48–62 g. Má nápadně silný kuželovitý zobák, velkou hlavu a krátký ocas. Peří je pestře zbarvené, převážně rezavohnědé a béžové, s černou uzdičkou a skvrnou pod zobákem a leskle modročernými křídly s kapkovitě rozšířenými konci ručních letek. Za letu jsou nápadné bílé křídelní pásky a bílý konec ocasu. Zobák je v létě šedočerný a v zimě slonovinově bílý nebo světle žlutohnědý. Obě pohlaví jsou podobná, samice je matněji a méně výrazněji zbarvená, s popelavě šedým polem na loketních letkách (u samce jsou letky celé černé). Mladý pták má šedožlutou hruď a tmavě tečkované břicho.
Je velmi ostražitý a plachý, snadno přehlédnutelný, většinu času tráví vysoko v korunách stromů. Létá rychle a obratně v plochých vlnovkách, na zemi poskakuje. Při pohledu zdola může být pro svou velikost a statnost lehce zaměněn s křivkou obecnou.

## Hlas
Hlas se podobá pěnkavímu, ale je slabší, nemelodický, vábení je zvonivé „ciks“ nebo „citt“, zpěv je žvatlání s určitými vábivými motivy.

## Rozšíření

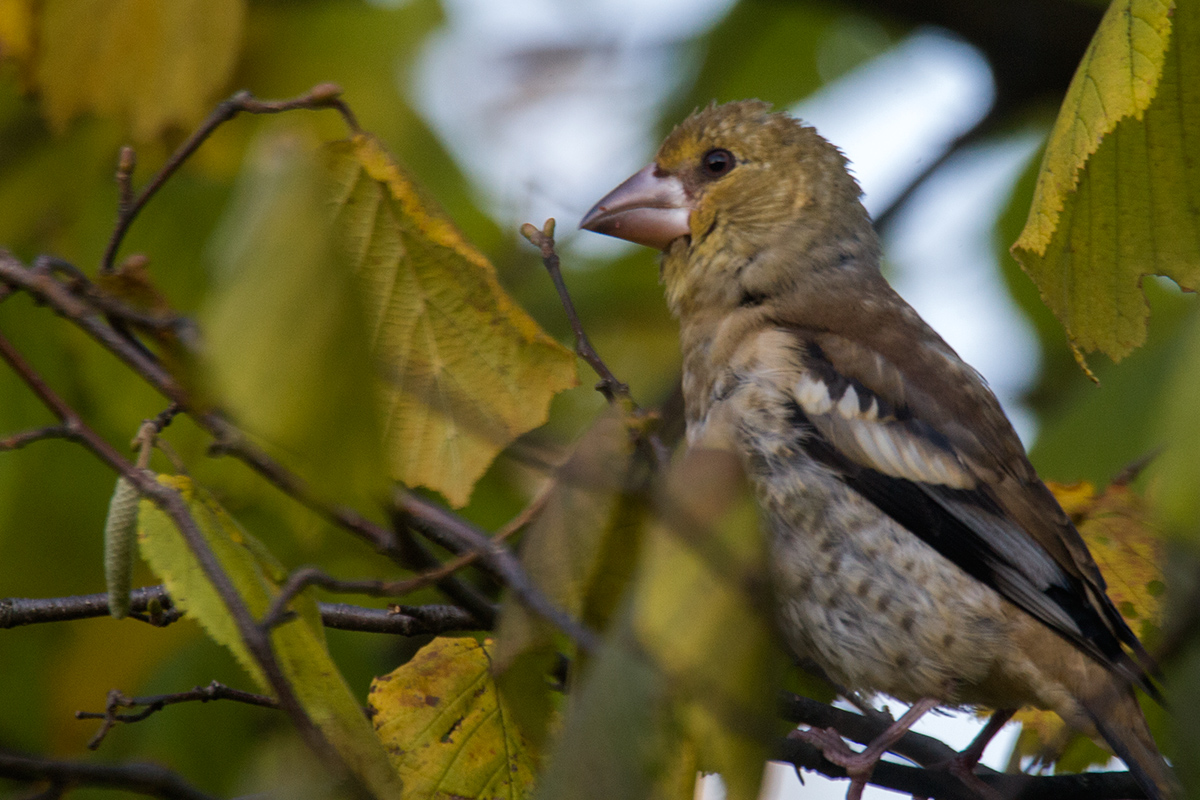
Dlask tlustozobý, mladý pták, Polsko

Má palearktický typ rozšíření, s areálem sahajícím od Maroka a Velké Británie na západě po Japonsko na východě. V Evropě je souvisle rozšířen v její střední a východní části, kam je také soustředěna většina evropské populace, zatímco na západě je jeho výskyt pouze ostrůvkovitý. Zcela chybí na Islandu, v Irsku a v severní Skandinávii (severní hranici tvoří 60° s. š.). Částečně tažný druh. Ptáci z kontinentálních oblastí Ruska jsou tažní, se zimovišti v západní a jižní Evropě a Turecku. Ve zbytku Evropy je k zastižení celoročně, s nejrůznějšími mezisezónními pohyby jednotlivých populací. Evropská populace je odhadována na 2 400 000–4 200 000 párů a je považována za stabilní.

## Výskyt v Česku

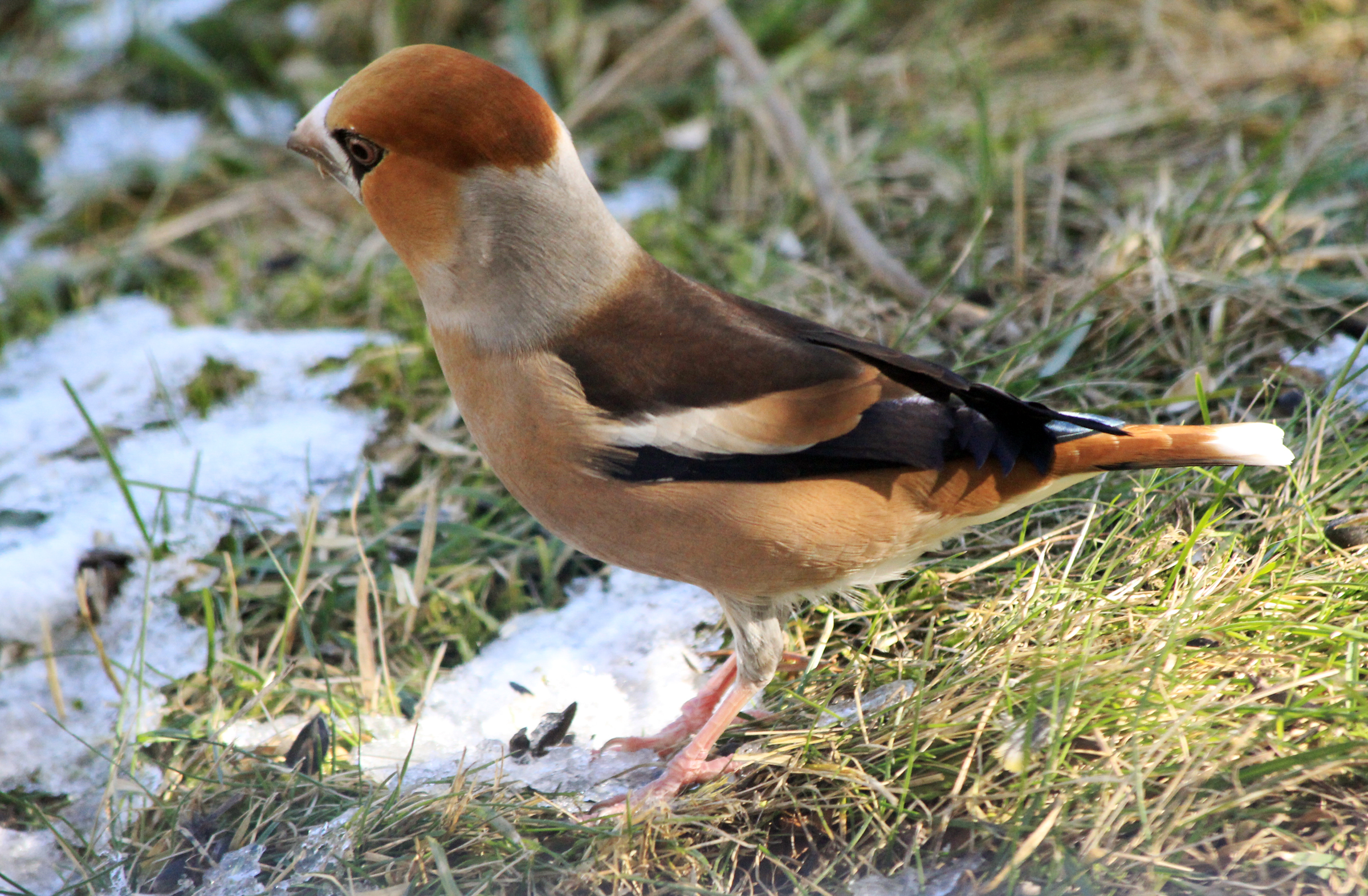
V zimě, východní Čechy

V České republice hnízdí převážně v nižších polohách až do nadmořské výšky 950 m, výše je hnízdění řídké a na horách vzácné, ačkoli bývá v hnízdní době výjimečně zaznamenáván i velmi vysoko (v Krkonoších v 1410 m n. m., v Jeseníkách v 1200 m n. m.). Celková početnost byla v letech 1985–89 odhadnuta na 150 000–300 000 párů a v letech 2001–03 na 140 000–280 000 párů.

## Prostředí
Dlask tlustozobý se vyskytuje ve světlých listnatých nebo smíšených lesích, hlavně ve starších listnatých porostech se zastoupením dubů, habrů, buků, jasanů a jilmů, také v parcích, velkých zahradách, sadech a v olivových hájích.

## Hnízdění

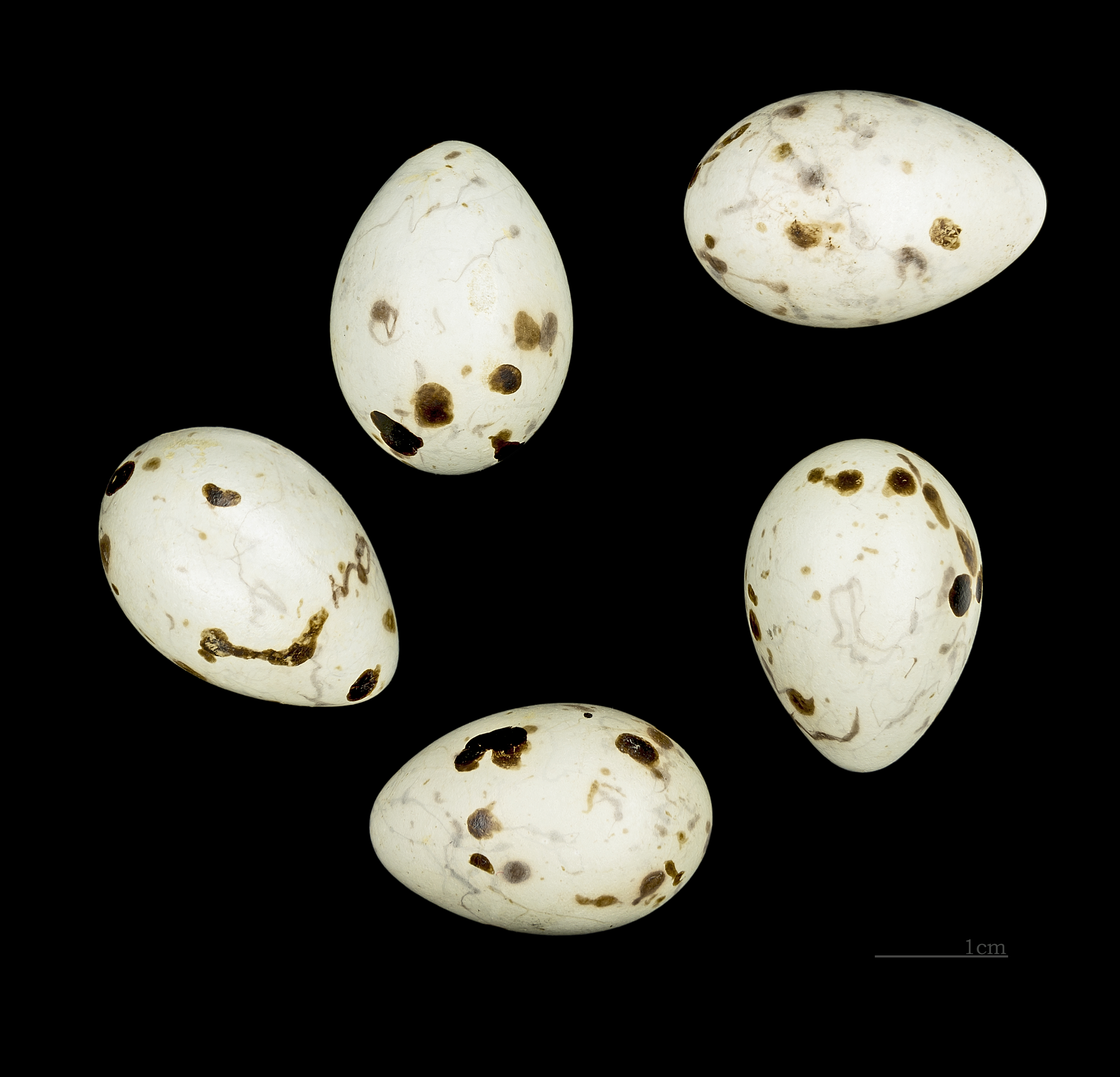
Vejce dlaska

Hnízdí jednotlivě nebo v malých koloniích. Hnízdo staví většinou samotná samice z drobných větviček, kořenů a rostlin na stromech (méně i v keřích), a to jak blízko u kmene, tak i na koncích větví; zevnitř bývá vystláno lišejníky, štětinami, ovčí vlnou a žíněmi. Hnízdí zpravidla 1x, vzácně 2× ročně v období od dubna do června. Samice snáší průměrně 4–5 (3–6) světle modrošedých, řídce šedohnědě až černě skvrnitých vajec o rozměrech 23,9 × 17,4 mm. Sedí na nich sama 11–14 dnů a samec jí přináší potravu. Mláďata jsou krmena oběma rodiči a hnízdo opouštějí ve věku 10–14 dnů. Až do stáří 30 dnů jsou ještě krmena mimo něj, ale rodina zůstává pohromadě i poté. Pohlavní dospělosti dosahují ve věku 1 roku. Nejvyšší dosažený věk u kroužkovaného jedince je 11 let a 8 měsíců.

## Potrava
V potravě převažuje rostlinná strava, hlavně semena (slivoně, habru, tisu, hlohu, javoru, třešně aj.). Díky svému mohutnému zobáku, ve kterém dokáže vyvinout sílu až 500 N, rozlouskne i ty nejtvrdší pecky. Oklovává také plody třešně, jabloně, hrušně, jeřábu, svídy a hlohu, a na jaře uštipuje pupeny a výhonky stromů a keřů. Nehojně se v jeho potravě objevuje i živočišná strava, hlavně hmyz, dále pavouci, žížaly a plži. Potravu hledá na zemi i na stromech, má-li příležitost, navštěvuje také krmítka.